# Michael James Shaw
Michael James Shaw (New York, 16 settembre 1986) è un attore e scrittore statunitense, noto per aver interpretato Mike nella serie televisiva Limitless e Gamma Corvi in Avengers: Infinity War.

## Biografia
Nato a New York, Shaw si è diplomato alla Vanguard High School nel 2005.
Ha poi seguito un programma di master alla Juilliard School.

## Filmografia

### Cinema
- Wiener-Dog, regia di Todd Solondz (2016)
- Avengers: Infinity War, regia di Anthony e Joe Russo (2018)
- Avengers: Endgame, regia di Anthony e Joe Russo (2019)

### Televisione
- Constantine – serie TV, 3 episodi (2014-2015)
- Limitless – serie TV, 14 episodi (2015-2016)
- Radici (Roots), regia di Bruce Beresford, Thomas Carter, Phillip Noyce e Mario Van Peebles – miniserie TV, puntata 3 (2016)
- Bull – serie TV, episodi 1x13-1x16 (2017)
- Blood & Treasure – serie TV, 13 episodi (2019-2022)
- The Walking Dead – serie TV, 15 episodi (2021-2022)
- Fight Night: The Million Dollar Heist, regia di Craig Brewer, Tanya Hamilton e Carl Seaton – miniserie TV, 7 puntate (2024)
- Twisted Metal – serie TV (2025)

## Doppiatori italiani
Nelle versioni in italiano delle opere in cui ha recitato, Michael James Shaw è stato doppiato da:
- Alessandro Budroni in Avengers: Infinity War, Avengers: Endgame, The Walking Dead
- Luca Ward in Constantine
- Alberto Angrisano in Limitless
- Alessandro Ballico in Bull
- Stefano Alessandroni in Blue Bloods
- Gabriele Sabatini in Blood & Treasure